# بيلي هيغينز
بيلي هيغينز (بالإنجليزية: Billy Higgins)‏ (15 مارس 1940 بإدنبرة في المملكة المتحدة - ) هو لاعب كرة قدم بريطاني في مركز الوسط. شارك مع منتخب اسكتلندا تحت 21 سنة لكرة القدم. أما مع النوادي، فقد لعب مع هارت أوف ميدلوثيان ونادي ديربن سيتي.

## وصلات خارجية
- بيلي هيغينز على موقع قاعدة بيانات كرة القدم.إي يو (الإنجليزية)